# Time Splitters (catch)
Palmarès
2 fois IWGP Junior Heavyweight Tag Team Champions 
1 fois IWGP Junior Heavyweight Champion (Kushida)
Les Time Splitters sont une équipe de catch professionnel, composée d'Alex Shelley et de Kushida, Ils travaillent actuellement à la World Wrestling Entertainment (WWE) dans la division NXT. Au cours de leur carrière en équipe, ils ont remporté à deux reprises les ceintures junior poids-lourd par équipe IWGP et Kushida est également champion junior poids-lourd IWGP pour la seconde fois.

## Carrière

### New Japan Pro Wrestling (2012-2015)

#### Formation et premiers succès (2012-2013)
Le 26 août 2012, Alex Shelley et A.J. Kirsch ont affronté en vain Forever Hooligans (Alex Koslov et Rocky Romero) pour le IWGP Junior Heavyweight Tag Team Championship à un événement de la Sacramento Wrestling Federation (SWF) à Gridley en Californie. Après le match, Kushida sauve Shelley à la suite d'un passage à tabac de Koslov et Romero. Shelley et Kushida ont commencé à former l'équipe qu'ils renomment Time Splitters et enchaînent plusieurs victoires sur Koslov et Romero. Le 8 octobre, à King of Pro-Wrestling, Time Splitters ont perdu contre Forever Hooligans pour la IWGP Junior Heavyweight Tag Team Championship. Le 21 octobre, ils participent au Super Jr. Tag Tournament 2012, en battant Tag Team World Class (Gedo et Jado) dans leur match de premier tour. Le 2 novembre, Shelley et Kushida ont vaincu Suzuki-gun (Taichi et Taka Michinoku) pour se qualifier pour la finale, où, plus tard le même jour, ils ont vaincu Apollo 55 pour remporter le tournoi et devenant ainsi  les prétendants numéro 1 pour les ceintures IWGP Junior Heavyweight Team Championship. Le 11 novembre à Power Struggle, ils battent Forever Hooligans dans un match revanche pour remporter les IWGP Junior Heavyweight Tag Team Championship. Les Time Splitters effectuent leur première défense de titre réussie le 10 février 2013, à The New Beginning, battant Forever Hooligans dans le troisième match de championnat entre les deux équipes. Leur seconde défense réussie a eu lieu le 3 mars lors de 41st New Japan Anniversary, où ils ont défait Jushin Thunder Liger et Tiger Mask. Le 5 avril, Shelley a reçu son premier match de championnat pour le IWGP Junior Heavyweight Championship, mais a été défait par le champion en titre, Prince Devitt. Deux jours plus tard, à Invasion Attack, les Time Splitters défont Devitt et Ryusuke Taguchi pour leur troisième défense de titre. Le 3 mai, à Wrestling Dontaku 2013, ils perdent les ceintures junior poids-lourd par équipe IWGP au profit des Forever Hooligans dans leur quatrième défense.

### Ring of Honor (2014-2015)

#### Débuts (2014-2015)
À la suite du partenariat entre la Ring of Honor et la New Japan Pro Wrestling, les Time Splitters font leurs débuts en équipe à la ROH le 10 mai 2014 à Global Wars 2014, où ils affrontent les Young Bucks et les Forever Hooligans pour les ceintures junior poids-lourd par équipe IWGP, mais ils perdent le match. Ils reviennent le 7 décembre, après avoir perdu leurs ceintures par équipe au Japon contre les reDRagon, et disputent un match revanche pour les titres par équipe de la ROH à l'occasion de Final Battle 2014, match qui se conclut par la défaite des Time Splitters.

### World Wrestling Entertainment (2020)

#### NXT (2020)
Le 8 janvier 2020, la World Wrestling Entertainment (WWE) annonce que les Time Splitters vont participer au tournoi Dusty Rhodes Tag Team Classic (en).

## Palmarès
- New Japan Pro Wrestling
  - 1 fois IWGP Junior Heavyweight Championship - Kushida (actuel)
  - 2 fois IWGP Junior Heavyweight Tag Team Championship[3]
  - Best of the Super Juniors (2015) – Kushida[7]
  - Super Jr. Tag Tournament (2012)